# Slovenië op het Eurovisiesongfestival 2017
Slovenië nam deel aan het Eurovisiesongfestival 2017 in Kiev, Oekraïne. Het was de 23ste deelname van het land aan het Eurovisiesongfestival. RTVSLO was verantwoordelijk voor de Sloveense bijdrage voor de editie van 2017.

## Selectieprocedure
RTVSLO besloot de Sloveense kandidaat voor het Eurovisiesongfestival wederom te verkiezen via EMA, dat het tot en met 2012 altijd gebruikte als nationale preselectie en in 2014 weer uit de kast had gehaald. Geïnteresseerden kregen van 20 juli tot en met 3 november 2016 de tijd om een nummer in te zenden. Een vakjury koos vervolgens zestien nummers voor deelname aan EMA 2017. De lijst van deelnemende artiesten werd op 4 december 2016 vrijgegeven. De Sloveense preselectie bestond dit jaar uit twee halve finales en een finale. Uit elke halve finale stootten de beste vier door naar de eindstrijd. In de finale stonden een vakjury en het televotende publiek elk in voor de helft van de punten. Uiteindelijk viel de keuze op Omar Naber en diens nummer On my way. Naber won EMA ook in 2005, en mocht toen zijn land ook vertegenwoordigen op het Eurovisiesongfestival, dat dat jaar ook in Kiev plaatsvond.

## EMA 2017

### Halve finales
17 februari 2017
| Volgorde | Artiest     | Lied       |
| -------- | ----------- | ---------- |
| 1        | KiNG FOO    | Wild ride  |
| 2        | Nika Zorjan | Fse        |
| 3        | Tosca Beat  | Free world |
| 4        | Lea Sirk    | Freedom    |
| 5        | Sell Out    | Ni panike  |
| 6        | Zala        | Lalalatino |
| 7        | Ayla        | Halo       |
| 8        | Omar Naber  | On my way  |

18 februari 2017
| Volgorde | Artiest                                    | Lied               |
| -------- | ------------------------------------------ | ------------------ |
| 1        | Clemens                                    | Tok ti sede        |
| 2        | Raiven                                     | Zažarim            |
| 3        | Kataya & Duncan Kamakana                   | You are there      |
| 4        | BQL                                        | Heart of gold      |
| 5        | Ina Shai                                   | Colour me          |
| 6        | United Pandaz & Arsello feat. Alex Volasko | Heart to heart     |
| 7        | Tim Kores                                  | Open fire          |
| 8        | Nuška Drašček                              | Flower in the snow |

### Finale
24 februari 2017
| Plaats | Artiest       | Lied               | Jury | Publiek | Totaal |
| ------ | ------------- | ------------------ | ---- | ------- | ------ |
| 1      | Omar Naber    | On my way          | 64   | 60      | 124    |
| 2      | BQL           | Heart of gold      | 42   | 72      | 114    |
| 3      | Raiven        | Zažarim            | 46   | 48      | 94     |
| 4      | Nuška Drašček | Flower in the snow | 56   | 12      | 68     |
| 5      | Nika Zorjan   | Fse                | 20   | 36      | 56     |
| 6      | Sell Out      | Ni panike          | 0    | 24      | 24     |
| 7      | KiNG FOO      | Wild ride          | 14   | 0       | 14     |
| 8      | Tim Kores     | Open fire          | 10   | 0       | 10     |

## In Kiev
Slovenië trad aan in de tweede helft van de eerste halve finale, op dinsdag 9 mei 2017. Slovenië wist de finale niet te bereiken. Omar Naber eindigde op de zeventiende plek, met 36 punten.
1993 · 1994 · 1995 · 1996 · 1997 · 1998 · 1999 · 2000 · 2001 · 2002 · 2003 · 2004 · 2005 · 2006 · 2007 · 2008 · 2009 · 2010 · 2011 · 2012 · 2013 · 2014 · 2015 · 2016 · 2017 · 2018 · 2019 · 2020 · 2021 · 2022 · 2023 · 2024 · 2025
Albanië · Armenië · Australië · Azerbeidzjan · België · Bulgarije · Cyprus · Denemarken · Duitsland · Estland · Finland · Frankrijk · Georgië · Griekenland · Hongarije · Ierland · IJsland · Israël · Italië · Kroatië · Letland · Litouwen · Macedonië · Malta · Moldavië · Montenegro · Nederland · Noorwegen · Oekraïne · Oostenrijk · Polen · Portugal · Roemenië · San Marino · Servië · Slovenië · Spanje · Tsjechië · Verenigd Koninkrijk · Wit-Rusland · Zweden · Zwitserland